# حركة سيادة كيبك

مقاطعة كيبك تظهر باللون البرتقالي

علم كيبيك

تشير حركة سيادة كيبك (بالفرنسية: Mouvement souverainiste du Québec)‏ إلى كل من الحركة السياسية وإيديولوجيا القيم، والمفاهيم والأفكار التي تعزز انفصال مقاطعة كيبك عن باقي كندا. ففي الوقت الذي دعا فيه بعض شركاء الحركة التاريخيين إلى ثورة عسكرية عنيفة لإنشاء دولة منفصلة، تسعى معظم المجموعات إلى استخدام التدخلات الدبلوماسية المستندة إلى المفاوضات، التي من شأنها أن تؤدي في نهاية المطاف إلى أن تصبح كيبك دولة. انتخب الحزب الكيبيكي الانفصالي عام 2012 مجددًا ليشكّل حكومة أقلية، وأصبحت بولين ماروا أول سيدة تشغل منصب رئيس وزراء كيبك.
وبشكل عملي، يستخدم التعبيران «انفصالي» و«المطالب بالاستقلال» "sovereignist" لوصف الأفراد الذين يرغبون في أن تصبح كيبك منفصلة عن كندا وأن تصبح دولة مستقلة بحد ذاتها.
ومن المبررات التي يسوقها الدعاة لاستقلال كيبك ثقافتها الفريدة من نوعها والأغلبية الناطقة باللغة الفرنسية (80%). في حين أن المقاطعات الثماني الأخرى أغلبها من (أكثر من 90%) الناطقين بالإنجليزية، بينما تعد نيو برونزويك ثنائية اللغة رسميًا وحوالي ثلث سكانها من الفرانكوفون. ويعتمد الأساس المنطقي لها على الاستياء من المشاعر المعادية لكيبك. وبخصوص إنشاء حركة الاستقلال sovereignist لم تكن قضايا اللغة سوى جزء من الاختلافات الثقافية والاجتماعية والسياسية. يشير كثير من العلماء إلى الأحداث التاريخية في تأطير القضية للدعم المستمر لقضية سيادة كيبك، بينما أكثر السياسيين المعاصرين قد يشيرون إلى نتائج التطورات الحديثة مثل قانون كندا لعام 1982، واتفاق بحيرة ميتش أو اتفاق شارولت تاون.

## المصطلح
في إطار الممارسة العملية، «الانفصاليون» و«السياديون» هي مصطلحات تُستخدم في وصف الأفراد الذين يرغبون بانفصال مقاطعة كيبيك عن كندا، لتصبح دولة مستقلة؛ يُفضّل مؤيدو الحركة، بشكل عام، تبنّي المصطلح الثاني. بينما يُفضّل بعض المؤيدين استخدام مصطلح «الاستقلاليون». ضمن إطار الممارسة العملية أيضًا، اسُتخدِمَ مصطلح «الفيدراليون» لتحديد الأفراد الذين أيّدوا الاتحاد الكونفدرالي، بمعنى آخر، وافقوا على أنه لا ينبغي أن تصبح مقاطعة كيبيك دولة مستقلة.

## خلفية تاريخية
كان التوتر القائم بين الفرانكوفيين، والكاثوليك بكيبك، والناطقين بالإنجليزية، والبروتستانت في باقي كندا الموضوع الرئيسي في تاريخ كندا، لتشكل الانقسامات الإقليمية والثقافية في وقت مبكر من تاريخ البلاد والتي لا تزال مستمرة حتى يومنا هذا. يعتقد أنصار سيادة كيبك أن العلاقة الحالية بين كيبك وبقية كندا لا تعكس مصالح التنمية الاجتماعية والسياسية والاقتصادية في كيبك. كما يشترك العديد في فكرة أنه دون الاعتراف الملائم بأن شعب كيبك ذو ثقافة مميزة، فإن كيبك سوف تبقى في حرمان مزمن لصالح الأغلبية الكندية الناطقة بالإنجليزية. وهناك أيضا مسألة ما إذا كانت اللغة الفرنسية يمكن أن تستمر ضمن الحدود الجغرافية لكيبك حيث ينسجم المجتمع والثقافة الفرنسية الكندية في بلد متعدد الثقافات على نحو متزايد. وعلاوة على ذلك، فنظرًا لتأسيس كندا باعتبارها مستعمرة فرنسية والتأثير المستمر والثابت للثقافة والمجتمع الفرنسي الكندي على التطور التاريخي لكندا، يصبح من الصعب تحديد ما إذا كان من الممكن وجود كندا دون كيبك. ويعارض الانفصاليون ودعاة الاستقلال عمومًا بعض جوانب النظام الاتحادي في كندا ولا يعتقدون أنه من الممكن إصلاحه بطريقة يمكن أن تلبي احتياجات الأغلبية الناطقة بالفرنسية بكيبك. ومن المكونات الرئيسية للدعوات إلى الاستقلال السياسي العلني هو أن التشريعات الجديدة والنظام الجديد للحكم يمكن أن يقدم ضمانًا أفضل للتنمية المستقبلية لثقافة كيبك الحديثة. بالإضافة إلى ذلك، هناك جدل واسع النطاق حول الدفاع، والسياسة النقدية، والعملة، والتجارة الدولية، والعلاقات بعد الاستقلال وما إذا كانت الفدرالية الحديثة تقدم اعترافًا سياسيًا بأمة كيبك (جنبًا إلى جنب مع الشعوب الأخرى «المؤسسة»، بما في ذلك الأمم الأولى، والإنويت، والبريطانيون) يمكن أن تلبي الفوارق التاريخية بين هذه «الأمم» الثقافية وتخلق كندا أكثر تماسكا ومساواة.

## أسباب السيادة
تُعدّ مبررات سيادة كيبيك ذات طابع قومي على الصعيد التاريخي، إذ تدّعي أن الثقافة الفريدة والأغلبية الناطقة بالفرنسية (78٪ من سكان المقاطعة) مهددة بالاستيعاب من قبل بقية كندا أو، كما هو الحال في فرنسا متروبوليتان، من خلال الثقافة المتحدثة بالإنكليزية بشكل عام، وأن أفضل طريقة للحفاظ على اللغة والهوية والثقافة هي عبر إنشاء كيان سياسي مستقل. تُستخدم عوامل مميزة أخرى، مثل الاختلافات الدينية (بالنظر إلى أن الأغلبية هم من الكاثوليك في كيبيك)، لتبرير إما الانفصال أو السياسات الاجتماعية القومية التي ينادي بها الحزب الكيبيكي (بالفرنسية: Parti Québécois.).
يتمثّل المبرر التاريخي في ضرورة استقلال كيبيك، بحكم أن فرنسا الجديدة قد احتُلّت من قِبَل البريطانيين في عام 1763، ومن ثم تم التنازل عنها للبريطانيين مقابل غواديلوب. يُناقش المبرر التاريخي بأن شعب كيبيك هم أحفاد شعب محتَل له الحق في سيادته الوطنية. كان هذا المنظور شائعًا في الخمسينيات والستينيات من القرن الماضي عندما تخلّت الدول الأوروبية عن مستعمراتها باسم الاستقلال في معظم أنحاء إفريقيا والشرق الأوسط وجنوب آسيا.
تتحدث ثمانية من المقاطعات الكندية الأخرى بالإنجليزية بأغلبية ساحقة (أكثر من 90 ٪)، في حين أن نيو برونزويك تتحدث لغتين رسميتين ويتحدث نحو الثلث منهم بالفرنسية. يستند منطق آخر على الاستياء من العاطفة المعارضة لكيبيك. فيما يخص إنشاء حركة السيادة، اعتُبرت القضايا اللغوية مجرد إطار فرعي من أطر الاختلافات الثقافية والاجتماعية والسياسية الأكبر. يشير العديد من العلماء إلى أن الأحداث التاريخية قد شكّلت إطارًا مستمرًا لدعم السيادة في كيبيك، بينما قد يشير المزيد من السياسيين المعاصرين إلى نتائج التطورات الأخيرة مثل قانون كندا لعام 1982 أو اتفاقية بحيرة ميش أو اتفاقية شارلوت تاون.

## الحجج ضد حركة السيادة
في سلسلة من الرسائل خلال فترة التسعينيات، طرح ستيفان ديون (وزير الشؤون الحكومية الفيدرالية في ذلك الوقت) حجةً ضد حركة السيادة.
وقد جادل أيضًا عدد كبير من مواطني كيبيك البارزين (السياديين والسياسيين السابقين، من بينهم رئيس وزراء كيبيك السابق لوسيان بوشارد) بأن سياسات السيادة قد ألهت سكان كيبيك عن المشاكل الاقتصادية الحقيقية في كيبيك، وأن السيادة بحد ذاتها لا يمكنها حلّ تلك المشاكل. في عام 2005، نشروا بيانًا عن موقفهم، تحت عنوان «نحو رؤية واضحة لكيبيك - بالفرنسية: Pour un Québec lucide» والذي يعرض بالتفصيل المشاكل التي تواجه مقاطعة كيبيك.
يعارض العديد من أتباع الفيدرالية حركة سيادة كيبيك لأسباب اقتصادية وسياسية ولكن يعارض الكثيرون أيضًا تلك الحركة لأسباب أخرى. على سبيل المثال، منذ الاستفتاء الذي أجري عام 1995، فيما يتعلق بإعلان جاك باريزو الذي ألقى لوم الخسارة على «المال والتصويت العرقي»، اعتبر العديد من الفيدراليين حركة السيادة تعبيراً عن القومية العرقية.
تزعم بعض النقاشات المناهضة لحركة السيادة بأنها حركة غير شرعية، وذلك بسبب تحيزها للمركزية الأوروبية، الأمر الذي يستعدي الكثير من الشعوب الأولى في كندا، إلى جانب شعوب الإنويت والميتي والمتعاطفين معهم. لُخّصت المشاعر تلك من خلال اقتباس من أحد أفراد قبيلة الموهوك من أكواسن: «كيف يمكن أن تطالب كيبيك بسيادة مستقلة بدون قاعدة اقتصادية أو أرضية؟ كيف يمكن أن تكون كيبيك أمة في حين أنها لا تمتلك دستور خاصًا بها؟ نحن لدينا دستور منذ ما قبل الثورة الأمريكية». يُعبّر النقاش هذا عن الادعاء بأن أمة الموهوك لديها مطلب أكثر شرعية بالاستقلال بناءً على امتلاكها الأراضي التقليدية والدستور الذي يسبق الكونفدرالية (وإنشاء كيبيك والهوية الكيبيكية) وبالتالي ينبغي منح الموهوك حق تقرير مصيرهم.
وبالمثل، أكّدت مجموعة شعوب «الكري» أيضًا لسنوات عديدة بأنها شعب منفصل له الحق في تقرير المصير المعترف به بموجب القانون الدولي. إذ يزعمون أنه لا ينبغي ضمّ أي منهم أو أراضيهم إلى كيبيك المستقلة دون موافقتهم، وأنه إذا امتلكت كيبيك الحق في مغادرة كندا، فإن لشعب الكري الحق في اختيار الاحتفاظ بأراضيهم في كندا. لا تدّعي حجج شعوب الكري الحق في الانفصال عن كندا. بدلاً من ذلك، يرى شعب الكري نفسه كشعب مرتبط بكندا بموجب معاهدة (انظر اتفاقية خليج جيمس وكيبيك الشمالية)، وكمواطنين كنديين. وقد صرّح «الكري» بأن إعلان استقلال كيبيك من جانب واحد سيكون انتهاكًا للمبادئ الأساسية لحقوق الإنسان والديمقراطية والقبول. في حال نُفّذ الشروع في الانفصال، فإن شعب الكري سيطلبون الحماية من خلال المحاكم الكندية وكذلك سيسعون لفرض سلطة الكري على شعبه وأراضيه.
تحدّث البروفيسور بيتر راسل عن الشعوب الأصلية في كندا: «(إنهم) ليسوا دولًا يمكن انتزاعها من كندا ضد إرادتها من قبل أغلبية إقليمية.... مع بعض الاستثناءات (هم) يرغبون في التمتع بحقهم في تقرير المصير داخل كندا، وليس داخل كيبيك ذات السيادة المستقلة». تقول الخبيرة الدولية في حقوق الإنسان إيريكا إيرين دايس بأن التغيير «سيترك أكثر الناس تهميشًا واستبعادًا من بين جميع شعوب العالم دون سلاح قانوني سلمي للضغط من أجل ديمقراطية حقيقية...» يرتبط هذا القلق بالادعاء القائل بأنه في حال اعتُبرت كيبيك دولة قومية مستقلة، فلا داعي لأن تحترم المعاهدات والاتفاقيات التي أبرمت بين الشعوب الأصلية والملكية البريطانية والفرنسية، والتي تطبقها الآن الحكومة الفيدرالية الكندية. قد ينشأ هذا القلق عن تصّور لمواقف استعمارية جديدة أو مركزية أوروبية تحت قيادة رؤساء الوزراء السابقين، مثل روبرت بوراسا الذي دعا نفسه باسم «فاتح الشمال».
بالإضافة إلى ذلك، يُدين المؤيدون للفدرالية الكندية انفصال كيبيك باعتبارها «بلقنة» لكندا.

## الحلفاء والأنداد

### المقاطعات الإقليمية
تستمّد الحركة الانفصالية من الطيف الأيسر والأيمن؛ تدعم أقلية كبيرة من مواطني كيبيك المحافظين الأجندة السياسية للحزب الكيبيكي بسبب قضية السيادة، على الرغم من التحفظات على برنامج الحزب السياسي الديمقراطي الاجتماعي.
يجب تفسير مفاهيم اليمين واليسار ضمن سياق المقاطعة؛ تتوافق سياسات الحزب الليبرالي عمومًا مع سياسات الأحزاب الليبرالية الأخرى، في حين أن سياسات الحزب الكيبيكي أكثر ديمقراطية اجتماعية في التّوجّه. لا توجد حركة محافظة كبيرة في الثقافة السياسية في كيبيك على مستوى المقاطعة، ويعود ذلك، بشكل خاص، إلى تدخل الحكومة القوي والنظرية الكينزية في الاقتصاد التي تشترك فيها جميع الأطراف منذ الستينيات (ما يسمى «إجماع كيبيك» منذ الثورة الهادئة)، والتراث الكاثوليكي في المقاطعة.
يوجد، بالطبع، بعض الاستثناءات القليلة. تتضمن الأمثلة على ذلك ما يلي:
- حزب العمل الديمقراطي بكيبيك، المحافظ ولكنه قومي، والذي دعم الخيار «نعم» في استفتاء عام 1995 في كيبيك. وهم الآن يدعمون الحكم الذاتي في كيبيك: وجهة نظر لا مركزية للاتحاد الكونفدرالي الكندي، ويقبلون نتيجة التصويت بـ «لا» في عام 1995؛
- قام حزب المحافظين التقدمي الكندي ببناء روابط مع السياديين في الثمانينيات؛

تتمتع حركة السيادية بدعم ضئيل للغاية بين سكان كيبيك الناطقين بالإنجليزية وبين مجتمعات المهاجرين والأمم الأولى للسكان الأصليين. صوّت حوالي 60 ٪ من الناطقين بالفرنسية بـ «نعم» في عام 1995، وباستثناء التأييد الضعيف من المجتمعات الهايتية والعربية والأمريكية اللاتينية، صوت معظم غير الناطقين بالفرنسية على نطاق واسع بـ «لا» (انظر التوزيع الديموغرافي للغات في كيبيك). ينظر معارضو حركة السيادية إلى المشروع على أنه حصري عرقيًا، وذلك بناءً على رفضه من قبل غير الناطقين بالفرنسية. يُعتبر هذا الموقف موضع خلاف في بعض الأحيان من قبل الحزب الكيبيكي، الذي يدّعي بأن هدفه شامل للجميع ومدني بطبيعته.